# Chelostoma subnitidum
Chelostoma subnitidum är en biart som först beskrevs av Raymond Benoist 1935.  Chelostoma subnitidum ingår i släktet blomsovarbin, och familjen buksamlarbin. Inga underarter finns listade i Catalogue of Life.